# Christenacris sanguilenta
Christenacris sanguilenta är en insektsart som beskrevs av Marius Descamps och David M. Rowell 1984. Christenacris sanguilenta ingår i släktet Christenacris och familjen gräshoppor. Inga underarter finns listade i Catalogue of Life.